# Cyril Northcote Parkinson

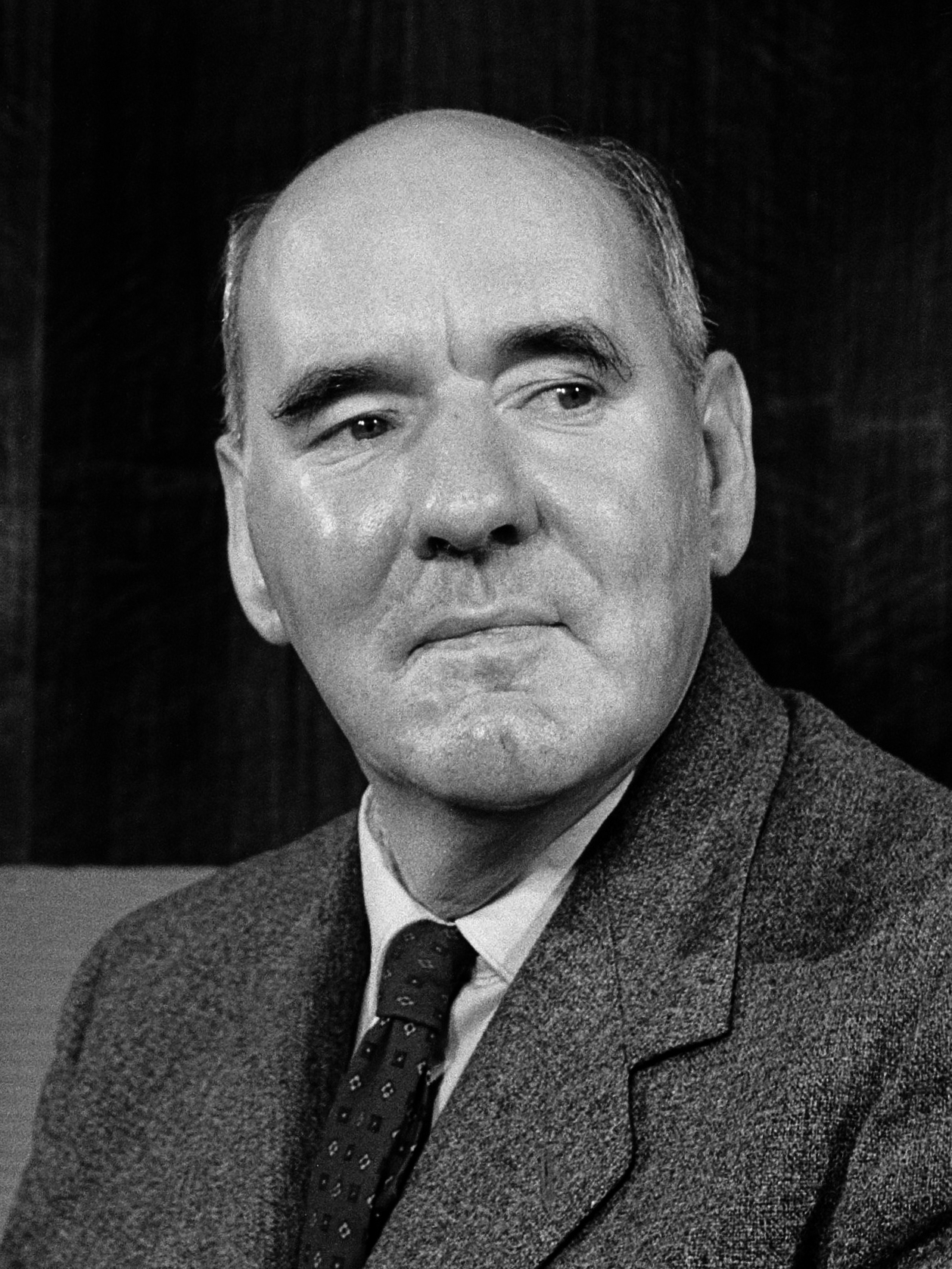
Professor Parkinson op Schiphol (13 september 1961)

Cyril Northcote Parkinson (Barnard Castle, 30 juli 1909 - Canterbury, 9 maart 1993) was een Britse marine-historicus en auteur van een zestigtal boeken, waarvan het beroemdste zijn bestseller Wet van Parkinson (Parkinson's Law) was, die er toe leidde dat hij beschouwd wordt als een belangrijk geleerde op het gebied van het openbaar bestuur.

## Levensloop
Hij was de jongste zoon van William Edward Parkinson (1871-1927), een tekenleraar aan de North East County School en vanaf 1913 directeur van de York School of Arts and Crafts, en zijn vrouw Emily Rose Mary Curnow (geboren 1877).

### Onderwijs
Hij bezocht St. Peter's School in York, waar hij in 1929 een tentoonstelling won en daarmee geschiedenis kon gaan studeren aan het Emmanuel College van de Universiteit van Cambridge. Hij behaalde zijn BA in 1932. Als student ontwikkelde Parkinson een interesse in de maritieme geschiedenis, die hij vervolgde toen de familie Pellew hem toegang gaf tot de papieren van de familie in het pas opgerichte National Maritime Museum. De papieren vormden de basis van zijn eerste boek: Edward Pellew, Viscount Exmouth, Admiral of the Red. In 1934 schreef hij zich in als student aan King's College in Londen en schreef hij zijn Ph.D.-proefschrift Trade and War in the Eastern Seas, 1803-1810 dat in 1935 werd bekroond met de Julian Corbett Prize in Naval History.

### Academische en militaire carrière
Nog als student nam Parkinson in 1934 dienst in het Territorial Army als lid van het 22e London Regiment (The Queen's). Later dat jaar werd hij gepromoveerd tot luitenant en leidde hij een infanterie-eenheid tijdens het jubileum van koning George V in 1935. In hetzelfde jaar verkoos Emmanuel College (Cambridge) hem als research fellow. Terwijl hij in Cambridge was gaf hij leiding aan een infanterie-eenheid van de Cambridge University Officers' Training Corps. Hij werd gepromoveerd tot kapitein in 1937.
Van 1938 tot 1945 bekleedde hij verschillende posities. Eerst was hij senior master geschiedenis te Blundell's School in Tiverton, Devon in 1938 (en ook kapitein in de Officers' Training Corps van die school). Daarna was hij in 1939 instructeur bij de Royal Naval College te Dartmouth. In 1940 ging hij naar het Queen's Royal Regiment als kapitein en kreeg een aantal posities in de staf en als militair docent in Groot-Brittannië. In 1943 trouwde hij met Edith Ethelwyn Graves (geboren in 1915), een verpleegstersdocent aan het Middlesex Hospital, met wie hij twee kinderen had.
Na zijn demobilisatie als majoor in 1945 werd hij benoemd tot docent in de geschiedenis aan de Universiteit van Liverpool van 1946 tot 1949. In 1950 werd hij benoemd tot professor geschiedenis aan de nieuw opgerichte Universiteit van Maleisië in Singapore. In die periode daar initieerde hij een belangrijke reeks monografieën over de geschiedenis van het schiereiland Maleisië waarvan hij de eerste in de reeks publiceerde in 1960. Er ontstond in het midden van de jaren 1950 een beweging die twee campussen probeerde te bewerkstelligen, een in Kuala Lumpur en een in Singapore. Parkinson probeerde actief de autoriteiten ervan te overtuigen de universiteit niet te splitsen, maar die te handhaven om zowel Singapore als Maleisië ten dienste te staan in Johor Bahru. Zijn pogingen mislukten en de twee campussen werden in 1959 opgericht. De oorspronkelijke Singapore-campus waar Parkinson les gaf werd later de Universiteit van Singapore.
Parkinson en zijn vrouw scheidden in 1952. Datzelfde jaar trouwde hij met schrijfster en journaliste Ann Fry (1921-83), met wie hij twee zonen en een dochter kreeg. Terwijl hij in 1958 nog steeds in Singapore was, publiceerde Parkinson zijn beroemdste werk: Parkinson's Law, een boek dat hij had uitgebreid op basis van een humoristisch artikel dat hij voor het eerst had gepubliceerd in het tijdschrift Economist in november 1955: een satire op de bureaucratie van de overheid. Het honderd pagina's tellende boek werd eerst gepubliceerd in de Verenigde Staten en daarna in Groot-Brittannië. Het werd geïllustreerd door Osbert Lancaster en werd meteen een bestseller. Deze collectie van korte studies gaf een toelichting op de onvermijdelijkheid van bureaucratische expansie, met het argument dat het "werk uitbreidt om de beschikbare tijd volledig te gebruiken die staat voor de voltooiing ervan". Typerend voor zijn satire en cynische humor bevatte het boek een discussie over de Trivialiteitswet van Parkinson (debatten over de kosten voor een kerncentrale, een fietsenstalling, en verfrissingen), een notitie over de reden waarom het rijden aan de linkerkant van de weg natuurlijk is, en de suggestie dat de Royal Navy uiteindelijk meer admiraals zou hebben dan schepen.
Na zijn aanstelling in 1958 als gast-professor aan de Harvard-universiteit, en de Universiteit van Illinois en de University of California - Berkeley in 1959-60, nam hij zijn ontslag in Singapore aan de Universiteit van Maleisië en werd een onafhankelijk schrijver en bekendheid. Om hoge belastingen in Groot-Brittannië te voorkomen verhuisde hij naar de Kanaaleilanden en vestigde zich in Saint Martin, Guernsey, waar hij Les Caches Hall kocht en later Annesville Manor restaureerde. Zijn publicaties uit deze periode omvatten een reeks van historische romans, met een fictief marine-officier uit Guernsey, Richard Delancey, tijdens de Napoleontische tijd.
Na de dood van zijn tweede vrouw in 1984 trouwde hij een derde maal in 1985 met Iris Waters Hilda (in 1994 overleden) en verhuisde naar het Isle of Man. Na twee jaar verhuisden ze naar Canterbury waar Parkinson in maart 1993 overleed op de leeftijd van 83. Hij werd begraven in Canterbury.

## Gepubliceerde werken

### Naval novel-reeks (the Richard Delancey series)
- The Devil to Pay (1973)
- The Fireship (1975)
- Touch and Go (1977)
- Dead Reckoning (1978)
- So Near, So Far (1981)
- The Guernseyman (1982)

### Andere marine-fictie
- Manhunt (1990)

### Andere fictie
- Pony's Plot (1965)

### Biografieën van fictieve personages
- Het leven en Tijden van Horatio Hornblower (1970)
- Jeeves: A Gentleman's Personal Gentleman (1979) Jeeves: A Gentleman's Personal Heer (1979)

### Marine-geschiedenis
- Edward Pellew, Viscount Exmouth (1934) (over Edward Pellew)
- The Trade Winds, Trade in the French Wars 1793-1815 (1948)
- Samuel Walters, Lieut. RN (1949)
- Trade in the Eastern Seas (1955)
- British Intervention in Malaya, 1867-1877 (1960)
- Britannia Rules (1977)
- A Short History of the British Navy, 1776-1816
- Portsmouth Point, The Navy in Fiction, 1793-1815 (1948)

### Andere non-fictie
- Always a Fusilier: The War History of the Royal Fusiliers (City of London Regiment), 1939-1945 (1949)
- Parkinson's Law (1957)
- The Evolution of Political Thought (1958)
- The Law and the Profits (1960)
- Some laws on the use and abuse of paper in industry (1961)
- In-Laws and Outlaws (1962)
- East and West (1963)
- Parkinsanities (1965)
- Left Luggage (1967)
- Mrs. Parkinson's Law (1968)
- The Law of Delay (1970)
- The fur-lined mousetrap (1972)
- The Defenders, Script for a "Son et Lumière" in Guernsey (1975)
- Gunpowder, Treason and Plot (1978)

### Audio-opnames
- Discusses Political Science with Julian H. Franklin (10 lp's) (1959)